# طاهری
طاهری ممکن است به یکی از موارد زیر اشاره داشته باشد:
- الیه طاهری
- امیر طاهری
- امین طاهری
- باربد طاهری
- بیژن طاهری
- پرویز طاهری
- جلال‌الدین طاهری
- جواد طاهری
- رامین طاهری
- رجبعلی طاهری
- رضا طاهری
- سعید سیاح طاهری
- سید طاهر طاهری
- سید علی‌محمد طاهری
- علی‌اکبر طاهری
- فاطمه طاهری
- فرزانه طاهری
- محمد طاهری
- محمد طاهری (کشته‌شده)
- محمد عماد طاهری
- محمدرضا طاهری
- محمدعلی طاهری
- محمدعلی طاهری بجد
- محمدیوسف طاهری
- مصطفی طاهری
- مصطفی طاهری نجف‌آبادی
- منصور طاهری انارکی
- هوشنگ طاهری
- یوسف طاهری